# لارا شتاين
لارا شتاين (بالإنجليزية: Lara Stein)‏ هي سيدة أعمال أمريكية، ولدت في 28 نوفمبر 1966.